# VV Velox in het seizoen 1967/68
Het seizoen 1967/1968 was het 10e jaar in het bestaan van de Utrechtse betaaldvoetbalclub Velox. De club kwam uit in de Eerste divisie en eindigde daarin op de 19e plaats, dit betekende dat de club rechtstreeks degradeerde naar de Tweede divisie. Tevens deed de club mee aan het toernooi om de KNVB beker, hierin werd in de tweede ronde verloren van Ajax (1–5).

## Wedstrijdstatistieken

### Eerste divisie
|       | AZ '67 | Blauw-Wit | FC Den Bosch '67 | SC Cambuur | D.F.C. | Eindhoven | Elinkwijk | Haarlem | Heracles | Holland Sport | HVC   | RBC   | RCH   | SVV   | Vitesse | De Volewijckers | FC VVV | Willem II |
| ----- | ------ | --------- | ---------------- | ---------- | ------ | --------- | --------- | ------- | -------- | ------------- | ----- | ----- | ----- | ----- | ------- | --------------- | ------ | --------- |
| Thuis | 0 – 2  | 1 – 4     | 0 – 1            | 0 – 2      | 2 – 3  | 2 – 2     | 0 – 0     | 2 – 2   | 1 – 2    | 1 – 3         | 0 – 0 | 1 – 2 | 0 – 2 | 0 – 0 | 0 – 0   | 1 – 1           | 0 – 3  | 1 – 2     |
| Uit   | 0 – 2  | 1 – 1     | 8 – 0            | 2 – 1      | 4 – 0  | 4 – 2     | 1 – 1     | 1 – 1   | 6 – 0    | 4 – 0         | 0 – 0 | 2 – 0 | 3 – 3 | 0 – 2 | 2 – 0   | 2 – 0           | 3 – 1  | 3 – 0     |

### KNVB beker
| Groepsfase                                   | Velox                                                                              | 1 – 0 (0 – 0) | Hilversum                   |
| 24 februari 1968 Plaats: Utrecht Galgenwaard | Joop van Maurik 86'                                                                |               |                             |
| Groepsfase                                   | DOS                                                                                | 1 – 3 (1 – 1) | Velox                       |
| 10 maart 1968 Plaats: Utrecht Galgenwaard    | Henk Wery                                                                          |               | –', –' Marco Cabo Co Dirven |
| Groepsfase                                   | Velox                                                                              | 0 – 0         | Elinkwijk                   |
| 24 maart 1968 Plaats: Utrecht Galgenwaard    |                                                                                    |               |                             |
| 1e ronde                                     | Ajax                                                                               | 5 – 1 (1 – 0) | Velox                       |
| 28 april 1968 Plaats: Amsterdam De Meer      | Johan Cruijff 42', 60' Inge Danielsson 63' Henk Groot 73' (pen.) Klaas Nuninga 75' |               | 83' Marco Cabo              |

## Statistieken Velox 1967/1968

### Eindstand Velox in de Nederlandse Eerste divisie 1967 / 1968
| Stand | Gespeeld | Gewonnen | Gelijk | Verloren | Punten | Doelpunten voor | Doelpunten tegen |
| ----- | -------- | -------- | ------ | -------- | ------ | --------------- | ---------------- |
| 19e   | 36       | 2        | 12     | 22       | 16     | 26              | 77               |

### Topscorers
| #      | Naam              | Goal |
| ------ | ----------------- | ---- |
| 1.     | Joop van Maurik   | 9    |
| 2.     | Piet de Vries     | 5    |
| 3.     | Marco Cabo        | 4    |
| 4.     | Karel Sülzle      | 3    |
| 5.     | Co Alflen         | 1    |
| 5.     | Cees van den Berg | 1    |
| 5.     | Gerard Lijffijt   | 1    |
| 5.     | Louis Lit         | 1    |
| 5.     | Cees Sluijk       | 1    |
| Totaal | Totaal            | 26   |

| #      | Naam            | Goal |
| ------ | --------------- | ---- |
| 1.     | Marco Cabo      | 3    |
| 2.     | Co Dirven       | 1    |
| 2.     | Joop van Maurik | 1    |
| Totaal | Totaal          | 5    |

## Voetnoten
AZ '67 ·
Blauw-Wit ·
Cambuur ·
FC Den Bosch '67 ·
D.F.C. ·
Elinkwijk ·
Eindhoven ·
Haarlem ·
Heracles ·
Holland Sport ·
HVC ·
RBC ·
RCH ·
SVV ·
Velox ·
Vitesse ·
De Volewijckers ·
FC VVV ·
Willem II